# اسخیمرت
اسخیمرت (به هلندی: Schimmert) یک منطقهٔ مسکونی در هلند است که در Nuth واقع شده‌است. اسخیمرت ۳٬۵۰۰ نفر جمعیت دارد.